# Addala-Šuchgelmeer
Addala-Šuchgelmeer (avar.: Аддала-Шухгель мегӀер) v překladu hora Addala-Šuchgel nebo zkráceně Addala je s výškou 4151 m n. m. třetí nejvyšší horou Dagestánu a nejvyšší horou Bogoského hřebenu Velkého Kavkazu. Obyvatelé Bogoského hřebenu horu nazývají Kabala besa (hora Kabala). Druhý výraz v názvu hory Šuchgel poukazuje na morénové jezero nacházející se pod vrcholem Addaly ve výšce 3021 m n. m.
V roce 2016 byl o výstupu na horu natočen dokument.